# Daniela Seguel
Daniela Valeska Seguel Carvajal (San Joaquín, Santiago, 15 de noviembre de 1992) es una Extenista chilena.
En su carrera ha ganado tres títulos Challenger, uno individual y dos en dobles. Su mejor puesto en la Clasificación WTA individual ha sido el 162.º en 2018 y en dobles, el 110.º en 2014. Compite por el equipo chileno de Copa Billie Jean King desde 2010 y representa al Club Social y Deportivo Colo-Colo desde 2017.

## Trayectoria
El 26 de noviembre de 2016, mientras estaba disputando la final de la Copa Las Condes contra la tenista brasileña Paula Gonçalves, su padre se desmayó mientras observaba desde las tribunas. Fue llevado de urgencia a la Clínica Las Condes donde falleció. Tras enterarse de la noticia sobre la muerte de su padre decidió abandonar inmediatamente el match.
En septiembre de 2017 da un giro a su carrera profesional cambiando de entrenador e instalándose en Barcelona. A partir de entonces, entrena con Albert Torras. El 18 de noviembre de 2017 Daniela ganó junto a Alexa Guarachi la medalla de ORO de dobles en los Juegos Bolivarianos disputados en Colombia tras derrotar a Perú en la final.
En enero de 2018, Daniela jugó por primera vez en el Open de Australia y ganó su primer partido de Grand Slam de su carrera. En abril de 2018, Daniela llegó a los cuartos de final del torneo de Bogotá, proviniendo desde la fase previa y tras derrotar en 1.ª y 2.ª ronda a jugadoras experimentadas como Nicole Gibbs y Tatjana María. Con este resultado, Daniela hizo historia para el tenis chileno, siendo la primera tenista chilena en llegar tan lejos en un torneo de categoría WTA desde 1980.
Durante la segunda mitad del 2018, Daniela estuvo lidiando con varios problemas físicos que le impidieron seguir su magnífica progresión.
Ya en 2019, tras dejar atrás los problemas físicos, Seguel volvió a cosechar buenos resultados y finalmente en mayo, lograría levantar el 15.º trofeo de individuales en la ciudad de Roma, un W25 de la ITF, venciendo a la brasileña Gabriela Ce en la final.
Anunció su retiro el 15 de noviembre de 2024.

## Títulos WTA 125s

### Dobles (0–1)
| Resultado | N.º | Fecha                   | Torneos | Superficie    | Pareja                 | Oponentes                 | Resultado   |
| --------- | --- | ----------------------- | ------- | ------------- | ---------------------- | ------------------------- | ----------- |
| Finalista | 1.  | 18 de noviembre de 2023 | Colina  | Tierra batida | Lucciana Pérez Alarcón | Julia Lohoff Conny Perrin | 6-7(2), 2-6 |

## Títulos ITF

### Individual (16)
| Torneos de $100,000 |
| Torneos de $80,000  |
| Torneos de $60,000  |
| Torneos de $25,000  |
| Torneos de $15,000  |
| Torneos de $10,000  |

| N.º | Fecha                   | Premio  | Torneo                     | Superficie | Oponentes              | Resultado         |
| --- | ----------------------- | ------- | -------------------------- | ---------- | ---------------------- | ----------------- |
| 1.  | 23 de abril de 2011     | $10,000 | Córdoba, Argentina         | Arcilla    | Verónica Cepede Royg   | 7-6(4) 0-6 6-4    |
| 2.  | 24 de marzo de 2012     | $10,000 | Rancagua, Chile            | Arcilla    | Carolina Zeballos      | 7-6(4) 6-3        |
| 3.  | 14 de abril de 2012     | $10,000 | Villa del Dique, Argentina | Arcilla    | Patricia Ku Flores     | 1-6 6-0 7-5       |
| 4.  | 21 de abril de 2012     | $10,000 | Villa del Dique, Argentina | Arcilla    | Victoria Bosio         | 7-5 6-1           |
| 5.  | 20 de octubre de 2012   | $10,000 | Santiago, Chile            | Arcilla    | Carolina Zeballos      | 2-6 7-5 7-6(4)    |
| 6.  | 21 de junio de 2015     | $10,000 | Manzanillo, México         | Dura       | Nazari Urbina          | 3-6 6-4 6-4       |
| 7.  | 1 de agosto de 2015     | $10,000 | Buenos Aires, Argentina    | Arcilla    | Ana Sofía Sánchez      | 6-2 6-2           |
| 8.  | 8 de agosto de 2015     | $10,000 | Buenos Aires, Argentina    | Arcilla    | Fernanda Brito         | 7-5 6-1           |
| 9.  | 3 de octubre de 2015    | $10,000 | Santa Fe, Argentina        | Arcilla    | María Fernanda Álvarez | 6-2 6-1           |
| 10. | 24 de octubre de 2015   | $25,000 | Bucaramanga, Colombia      | Arcilla    | Montserrat González    | 6-7(0) 6-3 6-4    |
| 11. | 28 de noviembre de 2015 | $10,000 | Santiago, Chile            | Arcilla    | Catalina Pella         | 2-6 6-2 RET       |
| 12. | 30 de julio de 2016     | $25,000 | Campos do Jordao, Brasil   | Dura       | Aleksandrina Naydenova | 7-5 4-6 7-5       |
| 13. | 18 de junio de 2017     | $60,000 | Barcelona, España          | Arcilla    | Amandine Hesse         | 3-6 7-6(5) 7-6(3) |
| 14. | 14 de octubre de 2017   | $25,000 | Sevilla, España            | Arcilla    | Marie Benoit           | 2-6 6-1 6-2       |
| 15. | 12 de mayo de 2019      | $25,000 | Roma, Italia               | Arcilla    | Gabriela Ce            | 6-1 7-5           |
| 16. | 26 de enero de 2020     | $25,000 | Vero Beach, Estados Unidos | Arcilla    | Tereza Mrdeza          | 7-5 6-4           |

### Dobles (28)
| Leyenda             |
| ------------------- |
| Torneos de $100,000 |
| Torneos de $75,000  |
| Torneos de $60,000  |
| Torneos de $25,000  |
| Torneos de $15,000  |
| Torneos de $10,000  |

| N.º | Fecha                    | Torneo           | Superficie | Compañera              | Rival                                   | Marcador          |
| --- | ------------------------ | ---------------- | ---------- | ---------------------- | --------------------------------------- | ----------------- |
| 1.  | 22 de noviembre de 2010  | Concepción       | Arcilla    | Fernanda Brito         | Karen Castiblanco Camila Silva          | 6-2, 6-3          |
| 2.  | 14 de mayo de 2011       | Itaparica        | Arcilla    | Nathalia Rossi         | Raquel Piltcher Andrea Benítez          | 3-6 6-0 [10-7]    |
| 3.  | 26 de noviembre de 2011  | Rancagua         | Arcilla    | Belén Ludena           | Flavia Guimaraes Carla Forte            | 6-4 4-6 [10-5]    |
| 4.  | 24 de marzo de 2012      | Rancagua         | Arcilla    | Patricia Ku Flores     | Raquel Piltcher Fernanda Brito          | 7-6(2) 7-5        |
| 5.  | 7 de abril de 2012       | Villa María      | Arcilla    | Patricia Ku Flores     | María Fernanda Álvarez Camila Silva     | 4-6 6-1 [10-4]    |
| 6.  | 21 de abril de 2012      | Villa del Dique  | Arcilla    | Luciana Sarmenti       | Guadalupe Pérez Rojas Sofia Luini       | 6-4 5-7 [10-5]    |
| 7.  | 8 de julio de 2012       | Bruselas         | Arcilla    | Anna Smolina           | Karolina Wlodarczak Elyne Boeykens      | 2-6 6-2 [10-7]    |
| 8.  | 15 de septiembre de 2012 | Buenos Aires     | Arcilla    | Fernanda Brito         | Guadalupe Pérez Rojas Sofia Luini       | 6-1 6-3           |
| 9.  | 27 de octubre de 2012    | Santiago         | Arcilla    | Cecilia Costa          | Aranza Salut Ornella Caron              | 6-3 6-4           |
| 10. | 24 de noviembre de 2012  | Temuco           | Arcilla    | Victoria Bosio         | Sachie Ishizu Daniela Schippers         | 6-4 6-2           |
| 11. | 24 de marzo de 2013      | Gonesse          | Arcilla    | Cindy Burger           | Anne Schaeffer Katerina Vankova         | 6-7(6) 6-3 [10-2] |
| 12. | 16 de agosto de 2013     | Middlekerke      | Dura       | Tatiana Bua            | Antonia Lottner Diana Marcinkevica      | 6-3 5-7 [11-9]    |
| 13. | 25 de agosto de 2013     | Wanfercee-Baulet | Arcilla    | Tatiana Bua            | Amandine Hesse Deniz Khazaniuk          | 6-4 6-2           |
| 12. | 8 de septiembre de 2013  | Alphen           | Arcilla    | Cindy Burger           | Eva Wacanno Demi Schuurs                | 6-4 6-1           |
| 15. | 13 de septiembre de 2013 | Mont de Marsan   | Arcilla    | Cecilia Costa          | Alize Lim Laura Thorpe                  | 6–4, 6–2          |
| 16. | 27 de febrero de 2015    | Beinasco         | Arcilla    | Demi Schuurs           | Xenia Knoll Alice Matteucci             | 6-4 4-6 [11-9]    |
| 17. | 1 de agosto de 2015      | Buenos Aires     | Arcilla    | Fernanda Brito         | Nathaly Kurata Eduarda Piai             | 6–2, 6–2          |
| 18. | 8 de agosto de 2015      | Buenos Aires     | Arcilla    | Fernanda Brito         | Nathaly Kurata Eduarda Piai             | 6–3, 6–2          |
| 19. | 24 de octubre de 2015    | Bucaramanga      | Arcilla    | Aleksandrina Naydenova | Montserrat González Francesca Segarelli | 6-2 7-6(3)        |
| 20. | 28 de febrero de 2016    | Sao Paulo        | Arcilla    | Catalina Pella         | Tara Moore Conny Perrin                 | 6-3 6-1           |
| 21. | 13 de marzo de 2016      | Curitiba         | Arcilla    | Catalina Pella         | Martina Caregro Reka-Luka Jani          | 6-3 7-6(5)        |
| 22. | 29 de mayo de 2016       | Grado            | Arcilla    | Catalina Pella         | Alice Matteucci Başak Eraydın           | 6-2 7-6(8)        |
| 23. | 12 de marzo de 2017      | Sao Paulo        | Arcilla    | Catalina Pella         | Gabriela Ce Andrea Gamiz                | 7-5 3-6 [10-5]    |
| 24. | 30 de abril de 2017      | Tunis            | Arcilla    | Guadalupe Pérez Rojas  | Agnes Bukta Vivien Juhaszova            | 6-7(3) 6-3 [11-9] |
| 25. | 24 de septiembre de 2017 | Saint Malo       | Arcilla    | Diana Marcinkevica     | Irina Maria Bara Mihaela Buzărnescu     | 6-3 6-3           |
| 26. | 24 de octubre de 2021    | Rio do Sul       | Arcilla    | Katharina Gerlach      | Barbara Gatica Rebeca Pereira           | 6-3 7-6(8)        |
| 27. | 27 de marzo de 2022      | Medellín         | Arcilla    | Conny Perrin           | Andrea Gámiz Carolina Alves             | 3-6 7-6(5) 10-8   |
| 28. | 26 de junio de 2022      | Perigueux        | Arcilla    | Rebeca Pereira         | Emilly Appleton Alexandra Osbourne      | 6-4 6-1           |

## Títulos WTA (0; 0+0)
| Leyenda                    |
| Grand Slam (0)             |
| WTA Tour Championships (0) |
| Premier Mandatory (0)      |
| Premier 5 (0)              |
| Premier (0)                |
| International (0)          |

### Dobles WTA (0)

#### Finalista (1)
| N.º | Fecha              | Torneos     | Superficie    | Pareja      | Oponentes                      | Resultado         |
| --- | ------------------ | ----------- | ------------- | ----------- | ------------------------------ | ----------------- |
| 1.  | 24 de mayo de 2014 | Estrasburgo | Tierra batida | Tatiana Búa | Ashleigh Barty Casey Dellacqua | 6-4, 5-7, [4-10]. |